# Ке Веньчже
Ке Веньчже (кит.: 柯文哲; піньїнь: Kē Wénzhé; певедзі: Koa Bûn-tiat; нар. 6 серпня 1959; також відомий за прізвиськом Ке Пі (кит.: 柯P; піньїнь: Kē Pī; певедзі: Koa Phi)) — тайванський політик і лікар, який обіймав посаду мера Тайбея з 2014 по 2022 рік. Є головою Тайванської народної партії (ТНП) з самого її заснування у 2019.
До того, як стати мером, Ке Веньчже був лікарем у Національній лікарні Тайванського університету. Він також був викладачем у Медичному коледжі Національного тайванського університету, спеціалізувався у травматології, реаніматології, трансплантації, екстракорпоральній мембранній оксигенації (ЕКМО) та штучних органах. Через свою професію, отримав прізвисько «Ке Пі», або англ. KP (Тобто «Професор Ке», як його звали ще у Національному тайванському університеті). Ке свого часу відповідав за стандартизацію процедур трансплантації та був першопроходцем в ЕКМО у Тайвані. Крім професійної діяльності, Ке також вирізнявся численними появами у медіа та участю в інтерв'ю як коментатор у соціальних та політичних питаннях.
У виборах мера Тайбея 2014 року, Ке був самовисуванцем. Він переміг Яо Веньчжи від Демократичної прогресивної партії (ДПП) у неофіційних праймеріз, здобувши в результаті підтримку ДПП та Союзу солідарності Тайваню. Ке виграв вибори, набравши 853 983 голосів. Він став першим мером-лікарем з часів введення прямих виборів мера у місті.
20 травня 2023, Ке був висунутий кандидатом у президенти від Тайванської народної партії у президентських виборах в Тайвані у 2024 році. Він позиціює себе як «третій варіант», що виступає проти ДПП та Гомінданя, що традиційно домінують у тайванській політиці.

## Раннє життя та освіта
Ке Веньчже виріс у небагатій сім'ї. Його батько, Ке Чженьфа, бажав, щоб його найстарший син став лікарем. Його мати звати Хо Цзюйїнь. Завершивши навчання у Національній старшій школі Сіньчжу, Ке рік навчався медичної справи у Національному університеті Ян-Мін, після чого був прийнятий до Медичного коледжу Національного тайванського університету, коли пересклав вступні іспити.
З серпня 1986 по вересень 1988, Ке служив за призовом у 269-й механізованій піхотній дивізії сухопутних військ Китайської Республіки. Він служив бойовим медиком та мав звання другого лейтенанта.

## Мер Тайбея (2014—2022)

### Вибори

#### 2014
Ввечері 6 січня 2014, Ке оголосив, що висувається у виборах мера Тайбея. 16 січня, він запустив кампанію та почав залучати робітників та добровольців у передвиборчий штаб. У ході симпозіуму в Гаосюні, він розповів, що звинувачення в інциденті зі СНІД при трансплантації органів стали причиною висунутись у мери. Коли Ке оголосив про свою кандидатуру, в нього були сумніви, чи вступати до ДПП і, чи висуватись від їх імені. Він висунувся самостійно, проте з підтримкою ДПП.
Ке переміг у виборах мера 29 листопада 2014. Він назначив своїми замісниками Дена Цзяці, Чарля Лінь та Чжоу Ліфан. Чжоу подала у відставку в січні 2016, та її місце зайняв Чжень Цзінцзюнь.
| Результати виборів мера Тайбея 2014 року | Результати виборів мера Тайбея 2014 року | Результати виборів мера Тайбея 2014 року | Результати виборів мера Тайбея 2014 року | Результати виборів мера Тайбея 2014 року | Результати виборів мера Тайбея 2014 року | Результати виборів мера Тайбея 2014 року |
| No.                                      | Кандидат                                 | Партія                                   | Голоси                                   | Відсоток                                 |                                          |                                          |
| ---------------------------------------- | ---------------------------------------- | ---------------------------------------- | ---------------------------------------- | ---------------------------------------- | ---------------------------------------- | ---------------------------------------- |
| 1                                        | Чень Цзюпінь                             | Партія «Самопоміч»                       | 1,624                                    | 0.11 %                                   |                                          |                                          |
| 2                                        | Чао Єнцзінь                              | Безпартійний                             | 15,898                                   | 1.06 %                                   |                                          |                                          |
| 3                                        | Лі Хунсін                                | Безпартійний                             | 2,621                                    | 0.18 %                                   |                                          |                                          |
| 4                                        | Чень Юнчжан                              | Безпартійний                             | 1,908                                    | 0.13 %                                   |                                          |                                          |
| 5                                        | Ніл Пен                                  | Безпартійний                             | 8,080                                    | 0.54 %                                   |                                          |                                          |
| 6                                        | Шон Лінь                                 | Гоміндан                                 | 609,932                                  | 40.82 %                                  |                                          |                                          |
| 7                                        | Ке Веньчже                               | Безпартійний                             | 853,983                                  | 57.16 %                                  |                                          |                                          |

#### 2018
У 2014 ДПП вже не підтримала кандидатуру Ке 2018, натомість вони висунули власного кандидата. Втім, Ке все одно отримав чимало голосів від зелених, бо багато хто вважав, що Ке має більші шанси на перемогу проти Гомінданя. Ке з дуже малим відривом був переобраним мером Тайбея
| Результати виборів мера Тайбея 2018 року | Результати виборів мера Тайбея 2018 року | Результати виборів мера Тайбея 2018 року | Результати виборів мера Тайбея 2018 року | Результати виборів мера Тайбея 2018 року | Результати виборів мера Тайбея 2018 року |
| No.                                      | Кандидат                                 | Партія                                   | Голоси                                   | Відсоток                                 |                                          |
| ---------------------------------------- | ---------------------------------------- | ---------------------------------------- | ---------------------------------------- | ---------------------------------------- | ---------------------------------------- |
| 1                                        | У Ер'ян                                  | Безпартійний                             | 5,617                                    | 0.40 %                                   |                                          |
| 2                                        | Тін Шоцюн                                | Гоміндан                                 | 577,566                                  | 40.82 %                                  |                                          |
| 3                                        | Яо Веньчжи                               | Демократична прогресивна партія          | 244,641                                  | 17.29 %                                  |                                          |
| 4                                        | Ке Веньчже                               | Безпартійний                             | 580,820                                  | 41.05 %                                  |                                          |
| 5                                        | Лі Сікуень                               | Безпартійний                             | 6,172                                    | 0.44 %                                   |                                          |
| Всього виборців                          | Всього виборців                          | Всього виборців                          | 2,164,155                                | 2,164,155                                | 2,164,155                                |
| Дійсних голосів                          | Дійсних голосів                          | Дійсних голосів                          | 1,413,870                                | 1,413,870                                | 1,413,870                                |
| Недійсних голосів                        | Недійсних голосів                        | Недійсних голосів                        | 13,355                                   | 13,355                                   | 13,355                                   |
| Явка виборців                            | Явка виборців                            | Явка виборців                            | 65.95 %                                  | 65.95 %                                  | 65.95 %                                  |

У березні 2019, Ке призначив своїм помічником Цай Пінкуня.

## Президентська кампанія 2024
8 травня 2023, Ке єдиний висунувся на праймеріз Тайванської народної партії до президентських виборів у Тайвані 2024 року 17 травня, ТНП офіційно висунула Ке як свого члена в президенти, та 20 травня з цього приводу була проведена пресконференція.
15 листопада 2023, ТНП та Гоміндан планували висунути спільну кандидатуру — Хоу Юї від Гоміндана та Ке Веньчже від ТНП. Хто б з двох став президентом, а хто віцепрезидентом, мало бути визначено опитуваннями та оголошено 18 листопада. Проте Ке не зміг домовитись з керівництвом Гоміндану, тож 19 листопада він публічно заявив, що все ще збирається брати участь як кандидат від ТНП. Спекуляції продовжувались до самого дедлайну подачі заявок 24 листопада, коли Ке врешті зареєструвався, обравши своїм віцекандидатом Синтію Ву.

## Політична позиція
Спочатку Ке займав позицію, значно ближчу до зелених. У президентських виборах 2012 року він підтримав Цай Інвень та допоміг їй у зборі коштів на кампанію. Щоправда, він критикував пропозицію Цай по Тайванському консенсусу через її неоднозначність. У 2014, Ке зазначив, що його стратегічні цілі збігаються з цілями ДПП. Він неодноразово висловлював своє негативне ставлення до Гоміндана. Він підтримав Цай у виборах 2016 року, а також відверто незалежницьку партію Нова Влада. Проте у вересні 2016 року він вкотре заявив, що не планує вступати до ДПП, та лишатиметься безпартійним до кінця мерського строку.
Після загальних виборів 2016 року, погляди Ке почали зсуватись у бік синіх. Його риторика стала теплішою до Китайської народної республіки, і таким чином ТНП здобула підтримку від інших політиків-прихильників синіх. Він також установив близькі стосунки з іншими політичними фігурами, наприклад, засновником Foxconn, Террі Ґоу.

### Відносини з КНР
Вважається, що Ке схиляється до статус-кво у питанні політичного статусу Тайваню. З тих часів, як Ке став мером Тайбея, він використовував фразу «дві сторони протоки, одна сім'я» (кит.: 兩岸一家親) для опису власних поглядів щодо відносин з континентом. Коли його спитали про його думку про Консенсус 1992 року, Ке відповів: «Коли Китай питає, чи ми згодні з консенсусом 1992-го, ДПП одразу скаже 'Ні.’ А я б відповів: ‘Схоже, на це немає попиту в Тайвані. Мабуть, варто змінити назву терміну?'»
Ке висловлював підтримку зближенню економічних зв'язків з континентальним Китаєм. Він заявляв про підтримку ідеї відновлення перемовин щодо Угоди про торгівлю послугами через протоку з континентом. Він також пропонував збудувати міст між Цзіньменем та Сяменем, обґрунтовуючи це тим, що більшість проблем Цзіньменя стосовно водопостачання, електрики й утилізації відходів було б вирішено побудовою мосту.

## Особисте життя
Жінка Ке, Чень Пейці, народилась у Пенху. Вона здобула освіту у старшій школі Макун та Медичному коледжі Національного тайванського університету. Вона головує у педіатричному відділенні Тайбейської міської лікарні. У Ке та Чень троє дітей, хлопчик та дві дівчинки. Загально відомо, що як мер Ке заробляв менше, ніж його жінка. Одного разу він жартував, що аби виплатити іпотеку, його жінці досі доводиться працювати. Ке стверджував, що в нього синдром Аспергера, але, станом на 2014, в нього не було такого діагнозу. Втім, цей синдром є у його сина.